# Tréméloir
Tréméloir (tiếng Breton: Tremelar) là một xã của tỉnh Côtes-d’Armor, thuộc vùng Bretagne, tây bắc Pháp.